# Madeleine Vokounová-David
Madeleine Vokounová-David (7. října 1902 Paříž – 10. srpna 1989 La Verrière, Francie) byla francouzsko-česká pedagožka, spisovatelka a překladatelka.

## Životopis
Madeleine po středoškolských studiích v Le Havru a bakalářské zkoušce v Caen absolvovala studium filozofie, psychologie a sociologie na Sorbonně. Ve studiu pokračovala na Institutu d’études slaves [slavistiky] v Paříži, kde se zajímala o českou literaturu a jazyk. Do Prahy přišla jako stipendistka placená československou vládou v roce 1925. Svou diplomovou práci na téma současné české filozofie Masaryk et les tendances de la philosophie tchèque contemporaine obhájila r. 1926 a získala diplom d’études supérieures [vysokoškolského vzdělávání].
Dne 14. 3. 1928 se v Praze provdala za Ing. Karla Vokouna, který pracoval na ministerstvu dopravy. Madeleine byla lektorkou francouzštiny a filozofie, knihovnicí Francouzského institutu, sekretářkou časopisu La Revue française de Prague, překladatelkou a uznávanou autorkou vědeckých prací. Ve školním roce 1947–1948 budovala v Olomouci na univerzitě Palackého katedru romanistiky, od roku 1948 zůstala v Olomouci.
V Praze II bydlela na adrese Štěpánská 37, s manželem na Ovenecké 46, Praha VII Holešovice. Do Francie se vrátila pravděpodobně r. 1950.

## Dílo

### Publikace
- Masaryk et les tendances de la philosophie tchèque contemporaine – diplomová práce [Masaryk a trendy v současné české filozofii] – diplomová práce. Praha: Karlova univerzita, 1926
- Problém lidského osudu v epických básních akkadských: (v Pražském filosofickém kroužku 8. dubna 1938) – z francouzského originálu přeložil Jan Patočka, Praha: vlastním nákladem, 1938
- La théorie astrobiologique et la notion babylonienne de destin [Astrobiologická teorie a babylonská představa o osudu] – Paris: Ernest Leroux, 1945, s. 73–80
- Les dieux et le destin en Babylonie [Bohové a osud v Babylonii] – předmluva Bedřich Hrozný. Paris: Presses universitaires de France, 1949
- Le débat sur les écritures et l’hiéroglyphe aux XVIIe et XVIIIe siècles et l’application de la notion de déchiffrement aux écritures mortes [Debata o písmech a hieroglyfech v 17. a 18. století a aplikace pojmu dešifrování na nehybná písma] – Paris: SEVPEN, 1965

### Překlady
- Entretiens avec Masaryk [Hovory s TGM] – Karel Čapek. Paris: 1936
- La religion de Masaryk [Masarykovo náboženství] – Karel Čapek. Praha: La Revue française de Prague